# George Trafton
George Edward Trafton (Chicago, Illinois, 6 de diciembre de 1896 – Los Ángeles, California, 5 de septiembre de 1971), más conocido como George Trafton, fue un jugador profesional estadounidense de fútbol americano que se desempeñó en la posición de center en la National Football League (NFL). Es miembro del Salón de la Fama del Fútbol Americano Profesional.

## Carrera
Trafton jugó como profesional doce temporadas en Chicago Bears (1920-1932), equipo en el que se retiró.

## Reconocimiento
El 6 de septiembre de 1964 fue seleccionado para ser miembro del Salón de la Fama del Fútbol Americano Profesional.